# Poecilia dauli
Poecilia dauli là một loài cá nước ngọt thuộc chi Poecilia trong họ Cá khổng tước. Loài này được mô tả lần đầu tiên vào năm 2000.

## Phân bố và môi trường sống
P. dauli hiện chỉ được tìm thấy tại một số hệ thống sông suối ở bang Miranda, Venezuela.

## Mô tả
Mẫu vật lớn nhất của P. dauli có chiều dài cơ thể được ghi nhận là 1,9 cm, thuộc về cá thể mái.
Số tia vây mềm ở vây lưng: 6; Số tia vây mềm ở vây hậu môn: 9.